# (37859) Bobkoff
(37859) Bobkoff est un astéroïde de la ceinture principale.

## Description
(37859) Bobkoff est un astéroïde de la ceinture principale. Il fut découvert le 23 mars 1998 à l'Observatoire d'Ondřejov par Petr Pravec. Il présente une orbite caractérisée par un demi-grand axe de 2,65 UA, une excentricité de 0,11 et une inclinaison de 4,7° par rapport à l'écliptique.

## Compléments